# Drosophila meridionalis
Drosophila meridionalis är en tvåvingeart som beskrevs av Wasserman 1962. Drosophila meridionalis ingår i släktet Drosophila och familjen daggflugor.
Artens utbredningsområde är Argentina, Brasilien och Paraguay.